# Abecedni popis agnotozoa: S

### StoecharthrumCaullery & Mesnil, 1899
- Stoecharthrum burresoni Kozloff, 1993
- Stoecharthrum fosterae Kozloff, 1993
- Stoecharthrum giardi Caullery & Mesnil, 1899
- Stoecharthrum monnati Kozloff, 1993

Orthonectida → Rhopaluridae